# Gornje Trudovo
Gornje Trudovo (Servisch cyrillisch Горње Трудово) is een plaats in de Servische gemeente Nova Varoš. De plaats telt 139 inwoners (2002).